# Schwarzenborn (Assia)
Schwarzenborn è un comune tedesco di 1 209 abitanti situato nel land dell'Assia.